# Tunis Re
 (juillet 2025).
Il peut être nécessaire de l'améliorer pour respecter le principe de neutralité de point de vue. Veuillez consulter la page de discussion pour plus de détails.

 (juillet 2025).
Motif : l'utilisateur qui a apposé ce bandeau n'a pas précisé le motif de la pose.
- Archive Wikiwix
- Bing
- Cairn
- DuckDuckGo
- E. Universalis
- Gallica
- Google
- G. Books
- G. News
- G. Scholar
- Persée
- Qwant
- (zh) Baidu
- (ru) Yandex
- (wd) trouver des œuvres sur Wikidata

| 1. | Préciser le motif de la pose du bandeau. | Précisez le motif de la pose du bandeau en utilisant la syntaxe suivante : {{admissibilité à vérifier\|date=août 2025\|motif=remplacez ce texte par le motif}}                |
| 2. | Informer les utilisateurs concernés.     | Pensez à avertir le créateur de l'article, par exemple, en insérant le code ci-dessous sur sa page de discussion : {{subst:avertissement admissibilité à vérifier\|Tunis Re}} |

 (juillet 2025).
 (juillet 2025).
La mise en forme du texte ne suit pas les recommandations de Wikipédia : il faut le « wikifier ».
Les points d'amélioration suivants sont les cas les plus fréquents. Le détail des points à revoir est peut-être précisé sur la page de discussion.
- Les titres sont pré-formatés par le logiciel. Ils ne sont ni en capitales, ni en gras.
- Le texte ne doit pas être écrit en capitales (les noms de famille non plus), ni en gras, ni en italique, ni en « petit »…
- Le gras n'est utilisé que pour surligner le titre de l'article dans l'introduction, une seule fois.
- L'italique est rarement utilisé : mots en langue étrangère, titres d'œuvres, noms de bateaux, etc.
- Les citations ne sont pas en italique mais en corps de texte normal. Elles sont entourées par des guillemets français : « et ».
- Les listes à puces sont à éviter, des paragraphes rédigés étant largement préférés. Les tableaux sont à réserver à la présentation de données structurées (résultats, etc.).
- Les appels de note de bas de page (petits chiffres en exposant, introduits par l'outil «  Source ») sont à placer entre la fin de phrase et le point final[comme ça].
- Les liens internes (vers d'autres articles de Wikipédia) sont à choisir avec parcimonie. Créez des liens vers des articles approfondissant le sujet. Les termes génériques sans rapport avec le sujet sont à éviter, ainsi que les répétitions de liens vers un même terme.
- Les liens externes sont à placer uniquement dans une section « Liens externes », à la fin de l'article. Ces liens sont à choisir avec parcimonie suivant les règles définies. Si un lien sert de source à l'article, son insertion dans le texte est à faire par les notes de bas de page.
- La présentation des références doit suivre les conventions bibliographiques. Il est recommandé d'utiliser les modèles {{Ouvrage}}, {{Chapitre}}, {{Article}}, {{Lien web}} et/ou {{Bibliographie}}. Le mode d'édition visuel peut mettre en forme automatiquement les références.
- Insérer une infobox (cadre d'informations à droite) n'est pas obligatoire pour parachever la mise en page.

Pour une aide détaillée, merci de consulter Aide:Wikification.
Si vous pensez que ces points ont été résolus, vous pouvez retirer ce bandeau et améliorer la mise en forme d'un autre article.
 (juillet 2025).
Tunis Re ou Société tunisienne de réassurance (arabe : الشركة التونسية لإعادة التأمين) est le premier réassureur professionnel national en Tunisie dont le siège social est à Tunis.

## Histoire
Tunis Re est une société anonyme qui a été créée le 25 mars 1981 à l'initiative des pouvoirs publics, avec l'adhésion des compagnies d'assurances et le concours du secteur bancaire. 
La création de Tunis Re a pour objectif principal de freiner les sorties de primes en devises du pays et soutenir le marché local de l'assurance en offrant des capacités de réassurance adaptées. Au fil des années, son rôle s'est vite élargi et Tunis Re est devenue une entité commerciale à part entière à l'échelle régionale.

## Principales activités
Tunis Re effectue des opérations de réassurance et de rétrocession dans les branches vie et non vie en Tunisie et à l'étranger. Ses principales zones de souscription sont l'Afrique, le Moyen-Orient et l'Asie.
En créant sa cellule Tunis Retakaful, Tunis Re devient, en janvier 2011, la seule entité à fournir divers produits Retakaful qui sont conformes avec les règles et les normes de la Charia et qui répondent aux besoins et exigences des opérateurs Takaful tant sur les marchés d'Afrique, d'Asie et du Moyen-Orient.
En 2024, le chiffre d’affaires de Tunis Re atteint 241,269 millions TND.

## Gestionnaire de fonds
Tunis Re gère deux fonds de garantie pour le compte de l’État tunisien :

### Fonds de péréquation de change (FPC)
Le fonds de péréquation de change a pour objectif la couverture contre le risque de change en vue de faciliter l’utilisation des ressources extérieures mobilisées pour le financement du développement économique et social du pays. Sa gestion a été confiée à Tunis Re depuis janvier 1999.

### Fonds de garantie des assurés (FGA)
Le fonds de garantie des assurés a été institué en 2000. Il intervient principalement en cas d’insolvabilité ou de faillite d’une compagnie d’assurance.
En 2011, ce fonds été élargi pour l’indemnisation des sinistres survenus lors des mouvements populaires de 2011. En 2019, ce même fonds a contribué à titre temporaire et dans la limite de ses ressources, à la réparation des dommages matériels subis par les entreprises économiques et rattachés à leur activité résultant des inondations survenues en 2018 à Nabeul. Tunis Re est responsable de la gestion de ce fonds depuis 2011.

## Données financières
Depuis mars 2010, Tunis Re est cotée à la Bourse de Tunis sous le mnémonique TRE et fait partie de l'indice de référence boursier Tunindex,.
Le capital initial de 2 millions de TND a fait l’objet de plusieurs augmentations décidées par le conseil d’administration. Il s'élève actuellement à 100 millions de TND et est détenu principalement par les sociétés d'assurance à hauteur de 55% et 26% pour les banques.

## Gouvernance, présidents et directeurs généraux
Depuis la création de Tunis Re, 7 présidents-directeurs généraux se sont succédé et chacun d'eux a présidé le conseil d’administration de l'entreprise durant leur mandat.
| Président-directeur général | Période   |
| --------------------------- | --------- |
| Taoufik Driss               | 1981-1989 |
| Ahmed Triki                 | 1989-1991 |
| Mohamed Dargouth            | 1991-1994 |
| Ezzeddine Souai             | 1994-2000 |
| Fateh Meherzi               | 2000-2004 |
| Mohamed Dkhili              | 2004-2009 |
| Lamia Ben Mahmoud           | 2009-2020 |

En mars 2020, Tunis Re a procédé au changement de son mode de gouvernance par la séparation des fonctions du Président du Conseil de celle de la Direction Générale afin de se conformer aux nouvelles dispositions de la loi n°47 /2019 du 29 mai 2019 relatives au renforcement de la gouvernance et de la transparence des sociétés.
En avril 2020, Slah Kanoun est nommé au poste de président du Conseil d’administration, alors que Lamia Ben Mahmoud occupe désormais le poste de directrice générale après avoir exercé les fonctions de président-directeur général de Tunis Re depuis 2009.
| Président du conseil d’administration | Période        |
| ------------------------------------- | -------------- |
| Slah Kanoun                           | 2020 à ce jour |

| Directeur général | Période        |
| ----------------- | -------------- |
| Lamia Ben Mahmoud | 2020 à ce jour |